# Gennadi Walerjewitsch Schidko

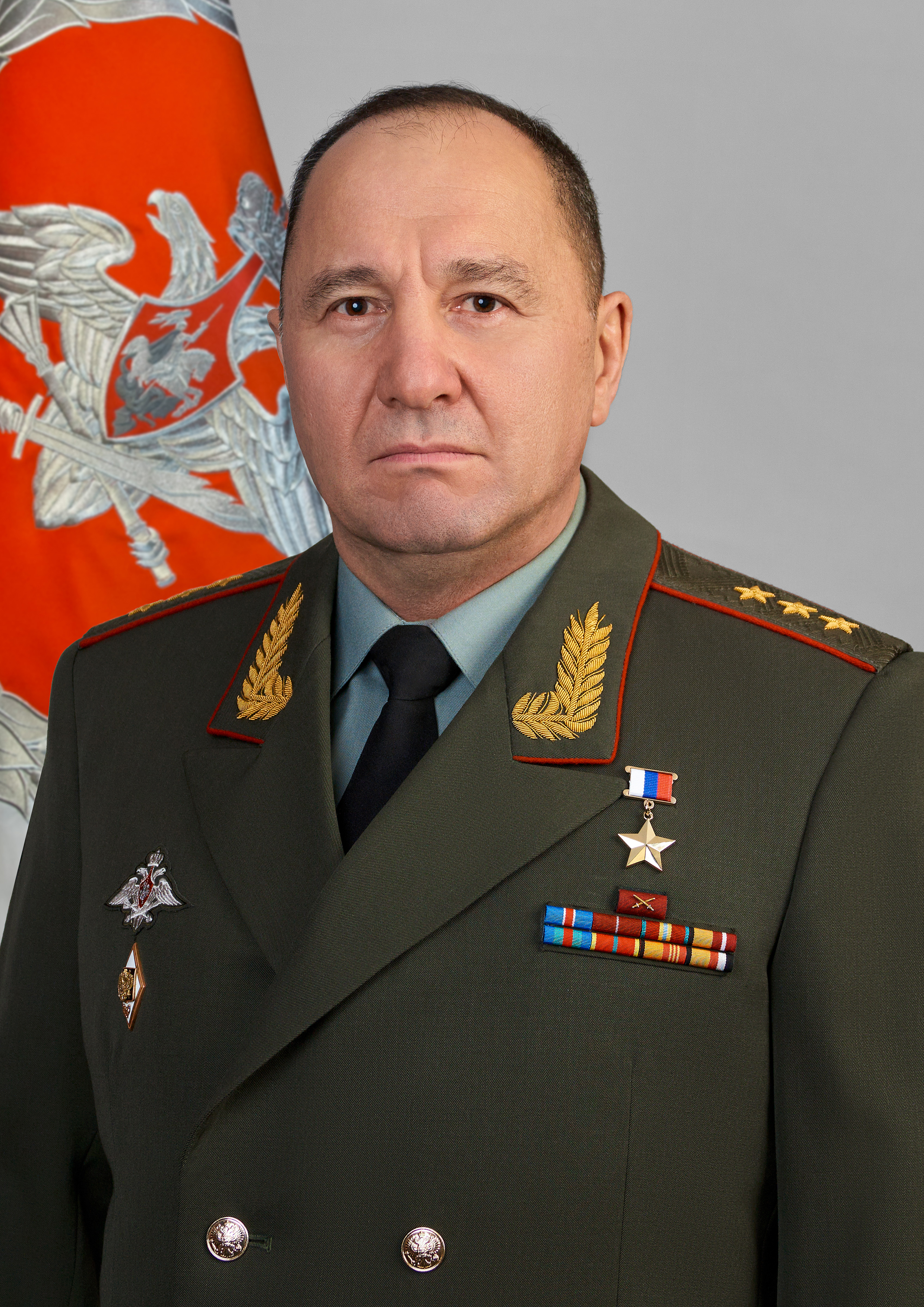
Gennadi Schidko (2021)

Gennadi Walerjewitsch Schidko (russisch Геннадий Валериевич Жидко; * 12. September 1965 in Jangiabad, Usbekische SSR, Sowjetunion; † 16. August 2023 in Moskau) war ein Generaloberst der russischen Streitkräfte.

## Leben
Schidko studierte an der Höheren Panzerkommandoschule in der Provinz Taschkent (Chirchiq). 1987 wurde Schidko Zugführer in der 27. motorisierten Garde-Schützendivision, wo er zum Kommandeur des Artilleriebataillons aufstieg und zum Hauptmann und später zum Oberst befördert wurde.
1997 absolvierte er die Malinowski-Militärakademie der Panzertruppen in Moskau. Danach diente er 2001 als Kommandeur des 92. motorisierten Schützenregiments der 201. motorisierten Schützendivision in Duschanbe, Tadschikistan.
2007 absolvierte Schidko die Militärakademie des Generalstabes der Streitkräfte der Russischen Föderation in Moskau. Von August 2007 bis Juli 2009 war Schidko Kommandeur der 20. motorisierten Garde-Schützendivision des Nordkaukasus-Militärbezirks mit Sitz in Wolgograd. Von Juli 2009 bis Januar 2011 war er stellvertretender Kommandeur der 20. Gardearmee des Moskauer, dann Westlichen Militärbezirks mit Hauptquartier in Woronesch. Von Januar 2011 bis Januar 2012 – Stabschef – Erster stellvertretender Befehlshaber der 6. Kombinierten Armee des Westlichen Militärbezirks mit Sitz in Sankt Petersburg.
Von Januar 2015 bis September 2016 war er Stabschef – erster stellvertretender Kommandeur der 2. Garde-Kombinierten Armee und von September 2016 bis November 2017 – Kommandeur der 2. Garde-Kombinierten Armee des Zentralen Militärbezirks mit Hauptquartier in Samara. Am 20. Februar 2016 wurde er in den Rang eines Generalmajors befördert. Im Dezember 2017 übernahm er von Generalmajor Rustam Muradow das Kommando über die 2. Garde-Kombinierte Armee. Als Teilnehmer an der russischen Militärintervention in Syrien diente Schidko 2016 als Stabschef der Gruppe der Streitkräfte der Russischen Föderation in Syrien.
Nach seiner Aufgabe als Stabschef der in Syrien stationierten russischen Streitkräfte befehligte Schidko den Militärbezirk Ost und leitete die militärisch-politische Hauptdirektion der russischen Streitkräfte. Ende Mai 2022 wurde berichtet, dass Schidko während des Russischen Überfalls auf die Ukraine die Leitung der russischen Streitkräfte übernommen hatte und Armeegeneral Alexander Dwornikow ersetzte. Nachdem Schidko die Position mutmaßlich im Mai übernommen hatte, wurde er einen Monat später zum Chef des Militärbezirks Ost degradiert. Im Oktober wurde bekannt gegeben, dass Sergei Surowikin die Leitung der russischen Streitkräfte in der Ukraine übernommen hat.
Schidko starb im August 2023 im Alter von 57 Jahren. Er sei nach langer Krankheit gestorben.

## Auszeichnungen
- 2017: für seine Verdienste als Stabschef der in Syrien stationierten russischen Streitkräfte wurde ihm der Titel Held der Russischen Föderation verliehen.